# Ballad & Pop Hits
Ballad & Pop Hits är en DVD av den svenska popduon Roxette, släppt 17 november 2003. Den innehåller alla duons videoinspelningar åren 1987-2003, uppdelad i Ballad Hits and Pop Hits.

## Låtlista

### Ballad Hits
1. "A Thing About You"
2. "It Must Have Been Love"
3. "Listen to Your Heart"
4. "Fading Like a Flower (Every Time You Leave)"
5. "Spending My Time"
6. "Queen of Rain"
7. "Almost Unreal"
8. "Crash! Boom! Bang!"
9. "Vulnerable"
10. "You Don't Understand Me"
11. "Wish I Could Fly"
12. "Anyone"
13. "Salvation"
14. "Milk and Toast and Honey"

### Pop Hits
1. "Opportunity Nox"
2. "The Look"
3. "Dressed for Success"
4. "Dangerous"
5. "Joyride"
6. "The Big L"
7. "Church of Your Heart"
8. "How Do You Do!"
9. "Sleeping in My Car"
10. "Run to You"
11. "June Afternoon"
12. "Stars"
13. "The Centre of the Heart (Is a Suburb to the Brain)"
14. "Real Sugar"

### Extra
1. "Neverending Love"
2. "Soul Deep"
3. "I Call Your Name"
4. "Chances"
5. "(Do You Get) Excited?"
6. "Fingertips '93"
7. "Fireworks"
8. "She Doesn't Live Here Anymore"
9. "Un Día Sin Ti"

### Dokumentärer
1. The Making of Joyride (50 minuter bakom scenen)
2. Really Roxette (1 timmas vägfilm från 1995)